# José Güell y Mercader
José Güell y Mercader (Reus, 1840-Reus, 9 de septiembre de 1905), que usó el seudónimo Hortensio, fue un periodista, crítico y político español. 

## Biografía
Nació en Reus. Comerciante en su ciudad colaboró con la revista del Centro de Lectura y fundó la revista local El Porvenir. En 1868 fue secretario del Ayuntamiento de Reus, estando afiliado al Partido Republicano Federal. Castelar le hizo redactor del diario La Democracia en Madrid, y al ser cerrado volvió a Reus donde fundó La Redención del Pueblo, que por cuestiones políticas tuvo que reaparecer después como Las Circunstancias. En 1873 asumió la dirección del diario de Madrid La Discusión y en 1874 sustituyó a Castelar en los periódicos para los que trabajaba. Fue también redactor jefe del semanario El Metrónomo, y colaboró en otros periódicos y revistas.
En las elecciones de 1873 fue elegido diputado pero luego se retiró de la política. Escribió Coses de Reus e Història de Reus (inacabada), como tema locales; El matrimonio civil (1869) y El regionalismo en la nación (Barcelona 1889) como temas nacional catalán y de estado, y otras obras históricas publicadas en Sudamérica: Defensa de Bolívar (Bogotá, 1879) y Guzmán Blanco y su tiempo (Caracas, 1883). Usó «Hortensio» como seudónimo. Murió en Reus en 1905.

## Fondo personal
Parte del fondo personal de Josep Güell i Mercader se conserva en el Archivo Histórico de la Ciudad de Barcelona. Está integrado por correspondencia diversa y artículos publicados en el diario La Renaixensa, así como en diversas publicaciones latinoamericanas.